# میکونازول
میکونازول (به انگلیسی: Miconazole)  با نام تجاری مونیستات (Monistat) در داروهای ضد قارچ به صورت کرم استفاده می‌شود.

## موارد مصرف
میکونازول برای درمان بیماری‌های قارچی پوست مانند تنیا ورسی کالر تجویز می‌شود. مایکونازول در درمان کاندیدیاز جلدی و مهبلی-فرجی ناشی از کاندیدا آلبیکنس و سایر گونه‌های کاندیدا، درمان کچلی بدن، کشاله ران و پا ناشی از ترکوفیتون روبروم، تریکوفیتون منتاگروفیس و اپیدرموفیتون فلکوزوم، درمان تینه آورسیکالر ناشی از مالاسزیا فورفور و درمان کچلی سر، ریش و پارونشیا مصرف می‌شود.

## مکانیسم اثر
مایکونازول یک ایمیدازول متوقف‌کننده رشد قارچ است که با توجه به غلظت ممکن است باعث مرگ قارچ نیز گردد. دارو بیوسنتز ارگوسترول یا سایر استرول‌ها را مهار می‌کند و باعث ایجاد آسیب در غشاء سلولی قارچ و تغییر نفوذپذیری آن می‌شود که می‌تواند به از دست دادن اجزا ضروری داخل سلول منجر شود. همچنین دارو بیوسنتز تری گلیسرید و فسفولیپیدهای قارچ را مهار می‌نماید. به علاوه با مهار فعالیت آنزیم‌های اکسداتیو و پراکسیداتیو باعث افزایش غلظت داخل سلولی پراکسید هیدروژن تا حد سمی می‌شود که این امر ممکن است به مرگ سلول کمک نماید. این دارو تبدیل بلاستوسپورها را به شکل میسلی مهاجم در کاندیدا آلبیکنس متوقف می‌کند.

## عوارض جانبی
بثورات جلدی، تاول، سوزش و قرمزی یا سایر علائم تحریک پوست که قبل از مصرف موضعی مایکونازول وجود نداشته‌است.